# Termas de Chillán
Termas de Chillán es un complejo turístico ubicado en la comuna de Pinto, en la Región de Ñuble, Chile, cual es administrado por la Municipalidad de Chillán, ciudad ubicada a 82 km al poniente. Está ubicada en las faldas del complejo volcánico Nevados de Chillán, en el sector de Valle Hermoso. En el área es posible realizar actividades y deportes como observación de aves, excursionismo, cabalgata, golf, ciclismo de montaña, montañismo, tirolesa, esquí, senderismo y paintball.
En total, abarca nueve piscinas de aguas termales compuestas con azufre y hierro, el centro de esquí Nevados de Chillán cual cuenta con veintiocho pistas, y diversos servicios turísticos. El pasaje adyacente a las Termas se encuentra adornado por bosque nativo que tiene especies de Lenga, Lleuque, Ñirre y Coihue.

## Historia

### Antecedentes
Antiguamente, los pueblos originarios de la zona, conocían las termas, atribuyéndole facultades curativas que no fueron reconocidas hasta el siglo XX. Tras la llegada de los conquistadores españoles a Chile, el primero en hacer mención a las termas, es el padre Diego de Rosales, quien escribió en 1703, sobre un religioso de la Orden de San Juan de Dios, que llegaba al Chillán fundado en el sector del Bajo, proveniente de las aguas termales, junto a unas personas que aquejados de dolores, retornaban al pueblo aliviados. Años después, el sacerdote sería asesinado en el camino a las termas.

### SigloXIX
Durante la primera mitad del siglo XIX, la zona sería lugar de escondite de los Hermanos Pincheira. Asimismo, ha sido lugar de estudios de científicos como Ignacio Domeyko quien estudió la topografía, Rodolfo Philippi quien estudió la botánica del sector, y Pelegrín Martín y Martí quien fue la primera personalidad científica en afimar las facultades curativas de las aguas termales.
En 1830 se realizan las primeras construcciones, cuales serían unos galpones, realizados a través de las gestiones de una persona de apellido Viedma. Posteriormente en 1849, el lugar fue arrendado por Juan Zúñiga, quien fue obligado a edificar veinte casas de madera, además de arreglar el camino de acceso. En 1862, Philippi publica en una de sus investigaciones en el lugar, sobre una nevazón el 19 de febrero de 1859, en pleno verano, cual obligó a los enfermos y visitantes a buscar resguardo un poco más abajo, dado que las provisiones se habían acabado.
El lugar fue adquirido por la Municipalidad de Chillán el 20 de julio de 1880, y desde entonces, el lugar ha sido arrendado y concesionado de manera constante.

### SigloXX
Otra nevazón ocurre el 30 de enero de 1903, dejando veinte centímetros de nieve acumulada.
El administrador, en 1929, fue Andrés Sívori, quien si bien, había mejorado la condición de las cabañas y el camino a las termas, Sívori impedía el paso a "gente en mal estado" a acceder a ellas. Al año siguiente, el sindicato presionó para que los trabajadores pudieran ser beneficiados con los servicios que otorgaban las termas, acusando que las termas se habían convertido en un destino a favor de la élite local y no para todos.

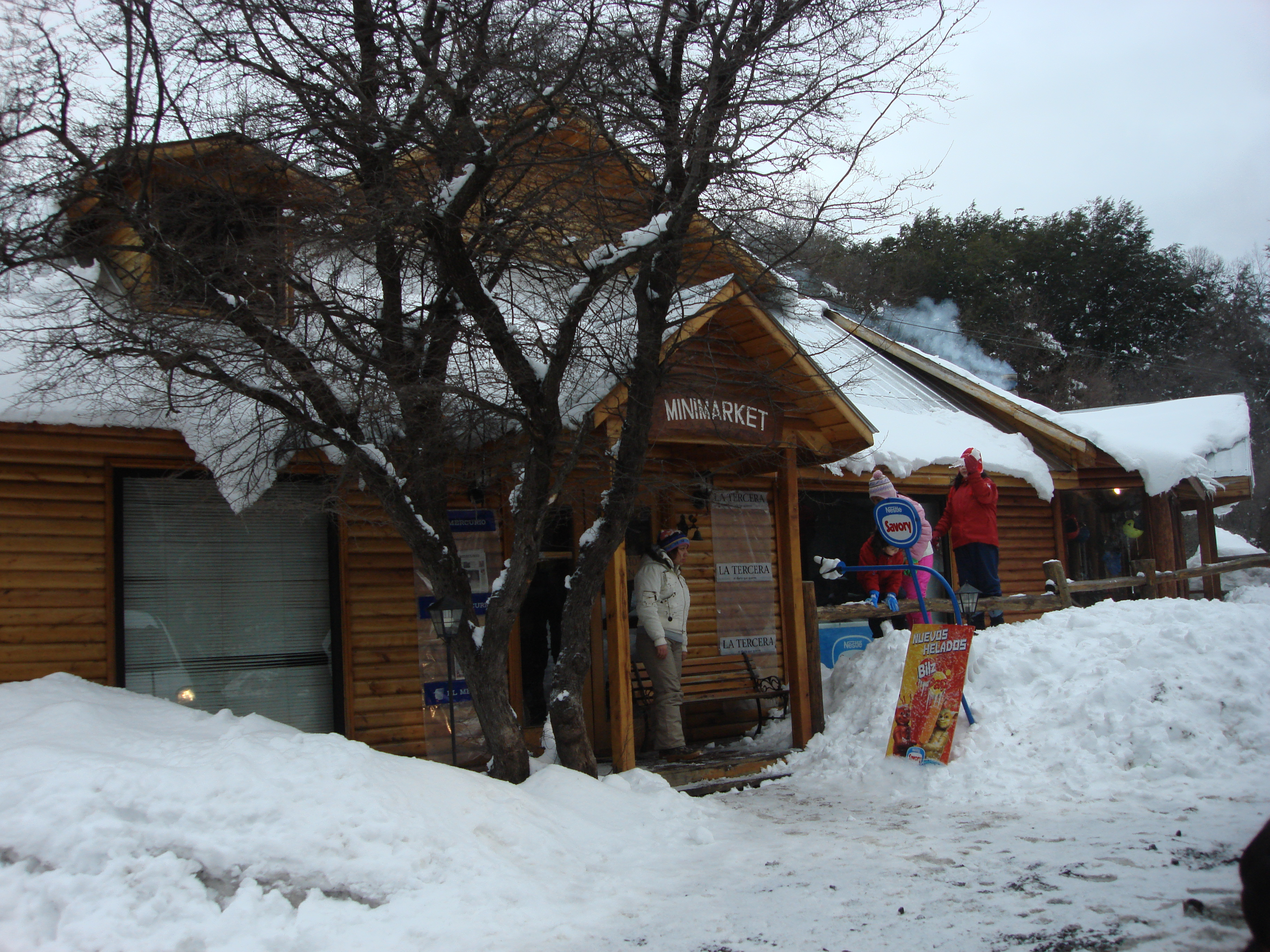
Tienda al interior de las termas

Para 1935, un estudio realizado por el médico Exequiel Rodríguez para el Municipio de Chillán, reveló que las aguas han sido usadas para el tratamiento de reumatismo, dispepsia, infartos, acné rosáceo, pénfigo y psoriasis, además de reducción de los síntomas en diabetes, anemia y sífilis. Asimismo desglosó los compuestos químicos de las aguas, realizados por investigaciones anteriores, notando una presencia alta de sulfuro de sodio, más que las Bañeras de Luchón de Francia o los Baños de Hércules en Rumania.
En 1954, el Ministerio de Salud reconoció a las Termas de Chillán como fuentes curativas. A partir del 1 de enero de 1978, el municipio de Chillán realiza un contrato de arriendo con la Sociedad Hotelera de Montaña y Turismo Limitada, abreviado Somontur, representada por José Luis Giner, cual perduró hasta el 31 de diciembre de 2007. Durante su administración, fue inaugurado en 2006, el Casino Termas de Chillán, cual cesó sus funciones en 2013. 

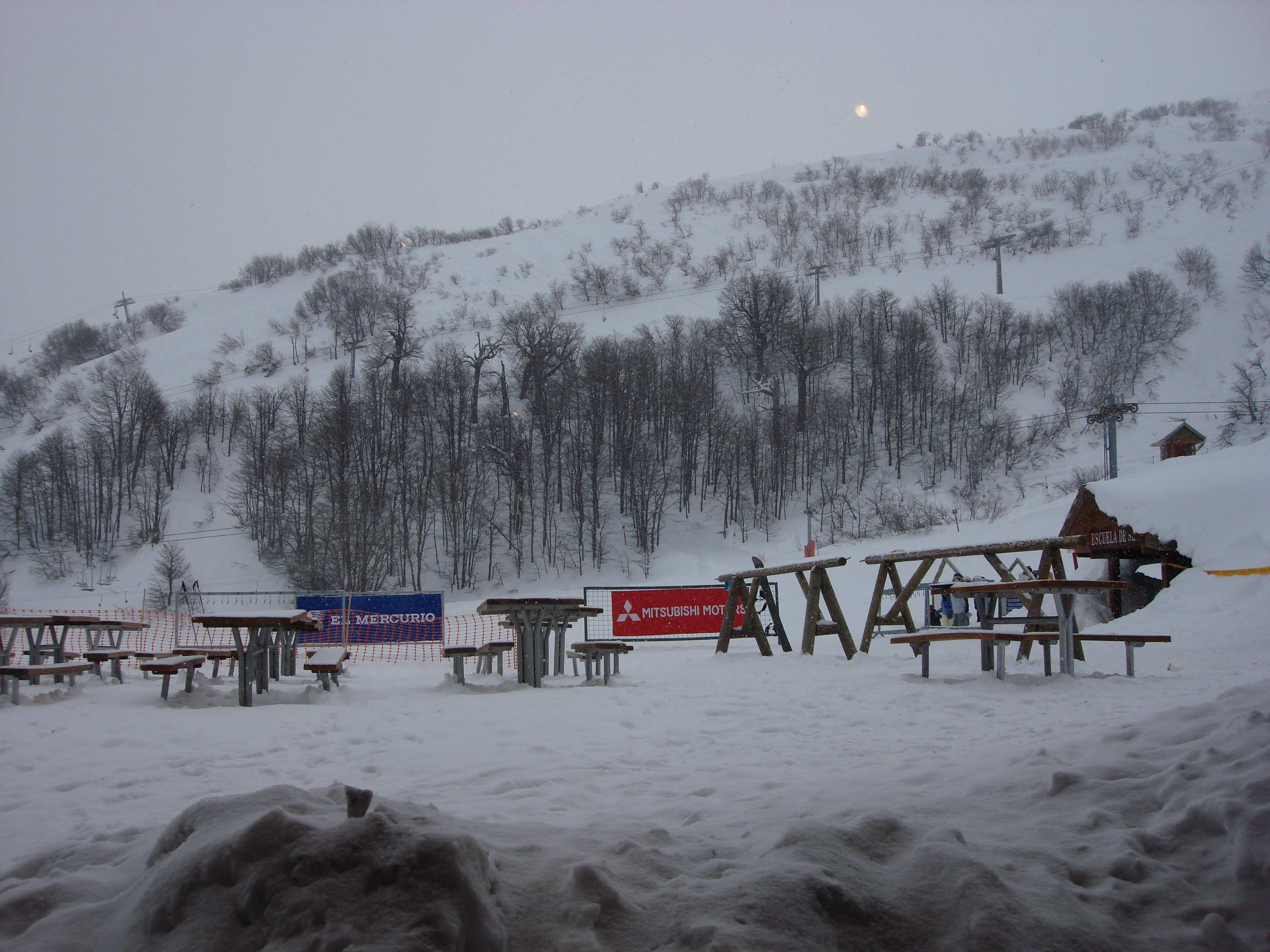
Mesas de pícnic.

A poco terminar las funciones de Somontur, el municipio buscó nuevos arrendatarios a través de una licitación, cual el 19 de noviembre de 2007 acreditó a Consorcio Chillán como futuro administrador, entidad conformada por las empresas Hidrosan Ingeniería S.A. e, Inversiones y Servicios S.A., sin embargo, Somontur consideró ilegal el acuerdo, acudiendo a la Corte de Apelaciones de Chillán, consiguiendo impedir que Consorcio Chillán pudiera realizar sus labores el día 1 de enero de 2008, lo que obligó al municipio a cerrar las Termas de Chillán.
Para el 18 de enero de 2008, un nuevo contrato fue firmado entre la Municipalidad de Chillán y la Sociedad Turismo y Gestión Hotelera Ñuble Limitada, cual vencerá en 2038.